# Mykola Balan
Mykola Balan (ukrainien : Микола Іванович Балан), né le 12 décembre 1968 en république socialiste soviétique d'Ukraine, (URSS), est un général ukrainien, qui commande la garde nationale de l'Ukraine de 2019 à 2022.

## Biographie
Il a été le chef du 47e régiment Tigre de la militsia. De 2010 à 2014, il commande des troupes du ministère de l'intérieur en Crimée. Puis, il fait fonction de chef de la garde nationale de l'Ukraine en 2014, à la suite de Stepan Poltorak. Il en est le commandant de 2019 à 2022 avant d'être démis de ses fonctions à la suite de la fusillade de Dnipro.

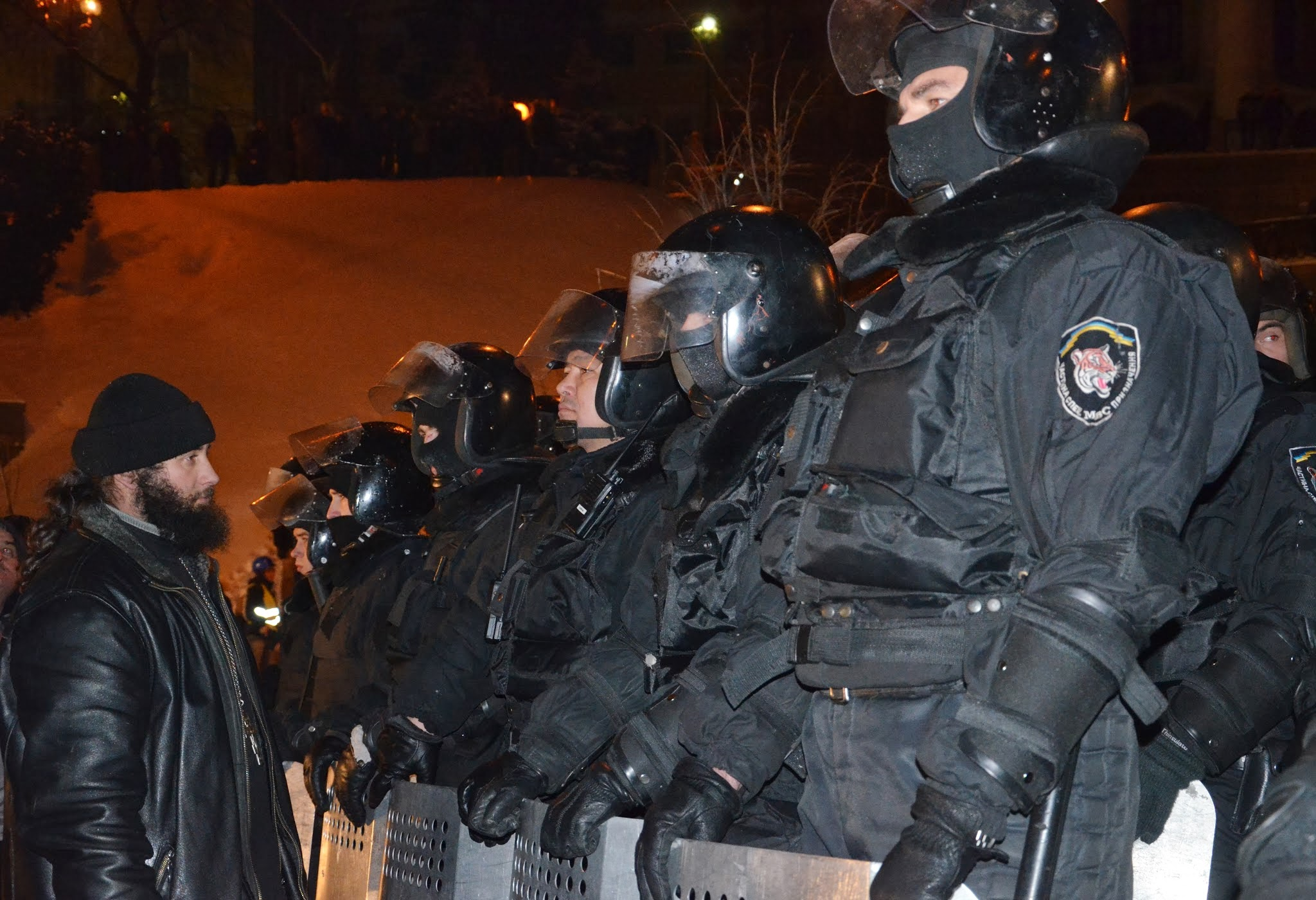
Les Tigres en décembre 2013 sur Euromaïdan.